# Научно-производственное объединение
Научно-производственное объединение (абб. НПО), также научно-производственное предприятие (абб. НПП) — организация любой организационно-правовой формы, проводящая научные исследования и разработки наряду с их освоением в производстве и выпуском продукции. Как правило, в структуру НПО входят научно-исследовательские, проектно-конструкторские, технологические организации, опытные производства и промышленные предприятия.